# Abraham van Pelt

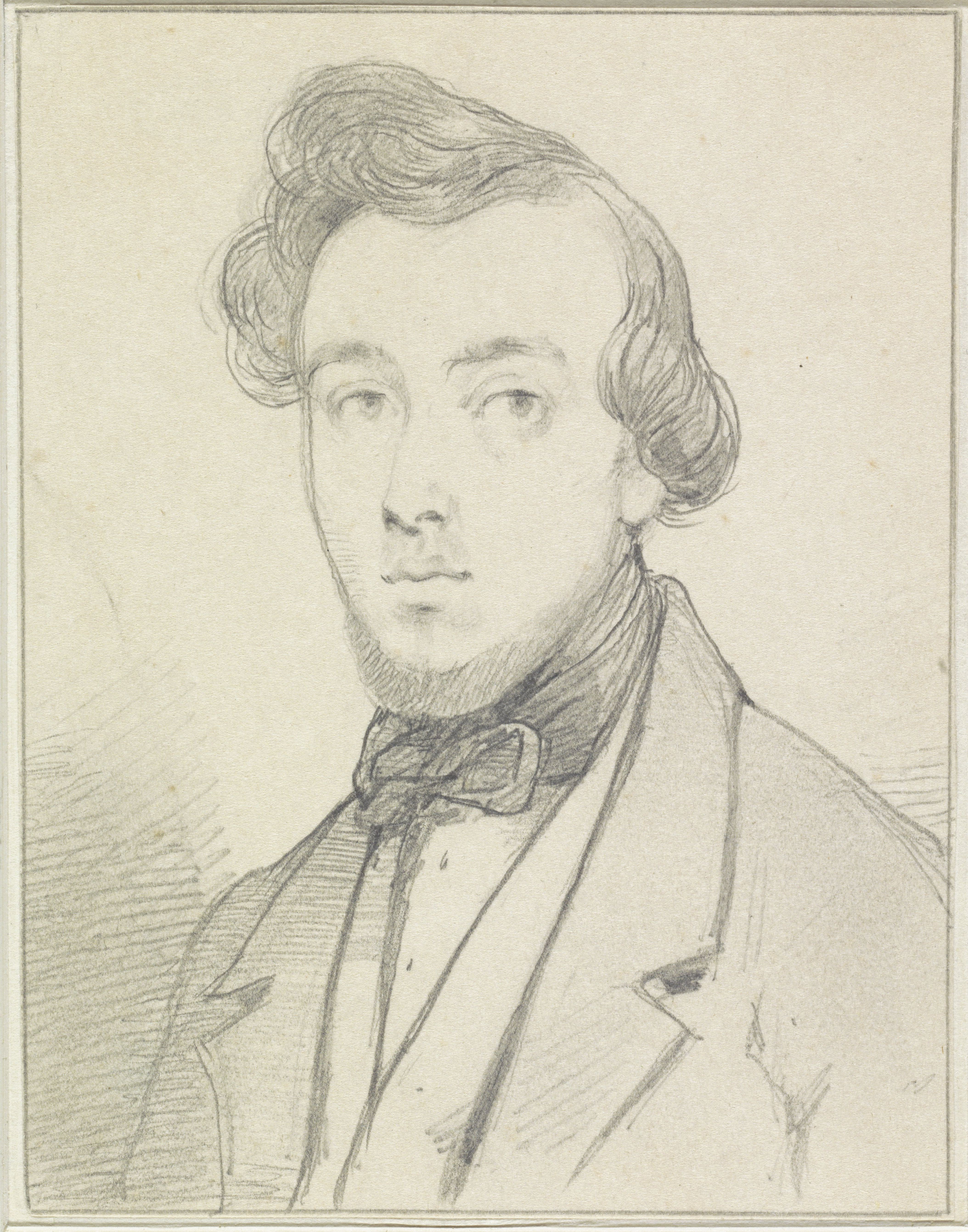
Selbstporträt

Abraham van Pelt (* 20. Februar 1815 in Schiedam, Provinz Holland; † 1. September 1895 in Nimwegen, Provinz Gelderland) war ein niederländischer Genre- und Historienmaler, Zeichner und Lithograf.

## Leben

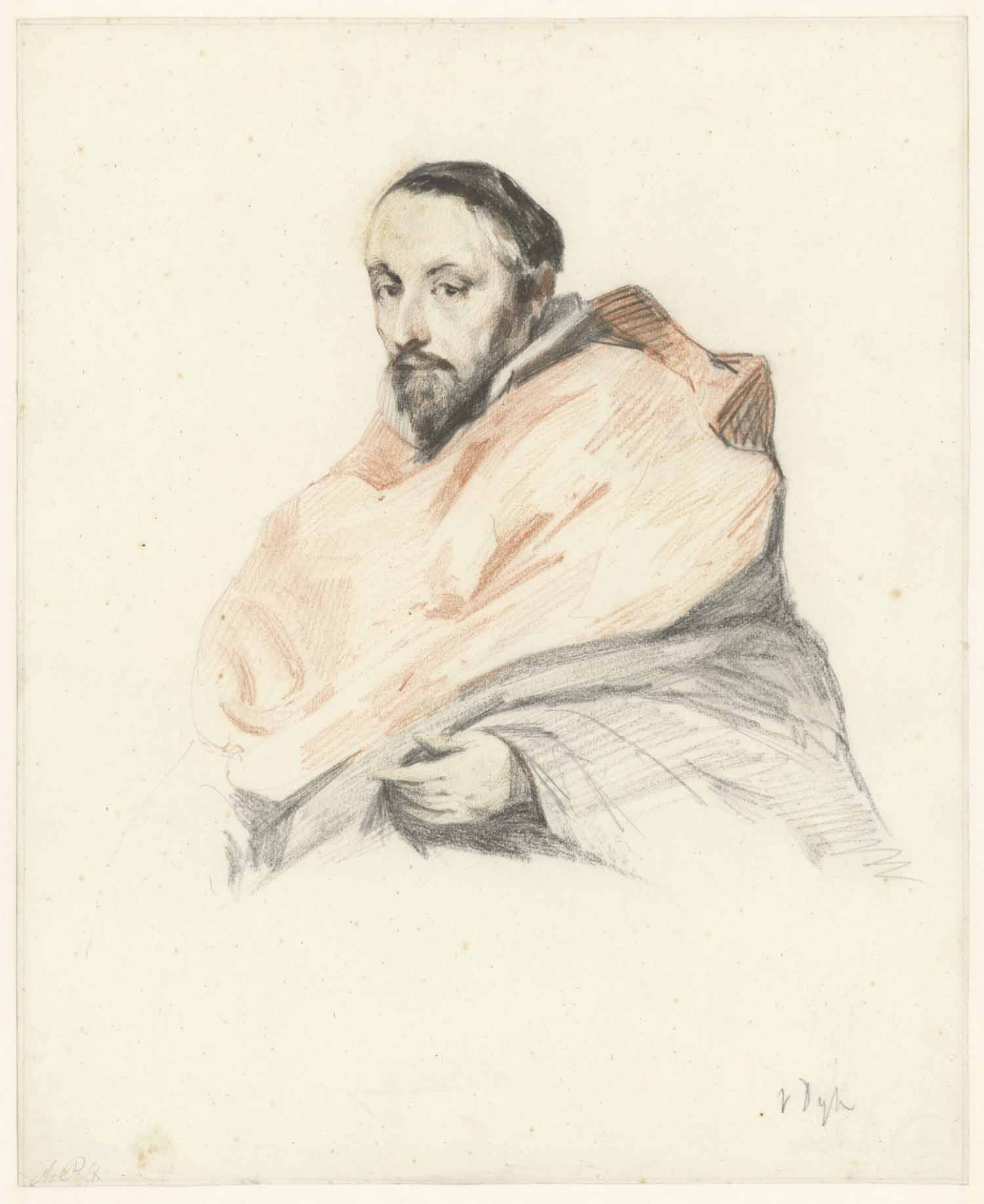
Porträt eines Kardinals

Van Pelt war Schüler von Jan Willem Pieneman an der Kunstakademie Den Haag und von Gustave Wappers an der Kunstakademie Antwerpen. In den Jahren von 1836 bis 1839 bereiste er Deutschland, die Schweiz, Italien, Frankreich, Großbritannien und Schweden. In Florenz besuchte er 1838 die Museen der Stadt. 1840 hielt er sich in Antwerpen auf, 1841 in Amsterdam und Nimwegen, bis 1856 in Ubbergen, bis 1862 in Brüssel, schließlich bis zu seinem Tod wieder in Nimwegen.
1852 wurde er Mitglied der Koninklijke Akademie van Beeldende Kunsten zu Amsterdam.